# Michael Post

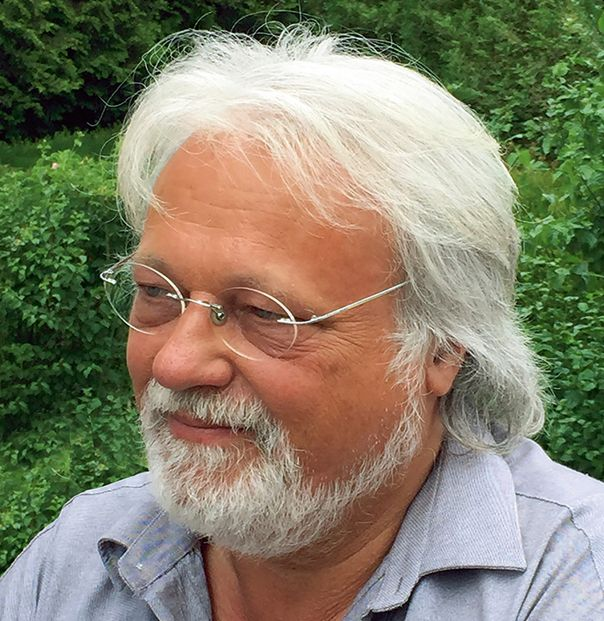
Foto des Künstlers Michael Post

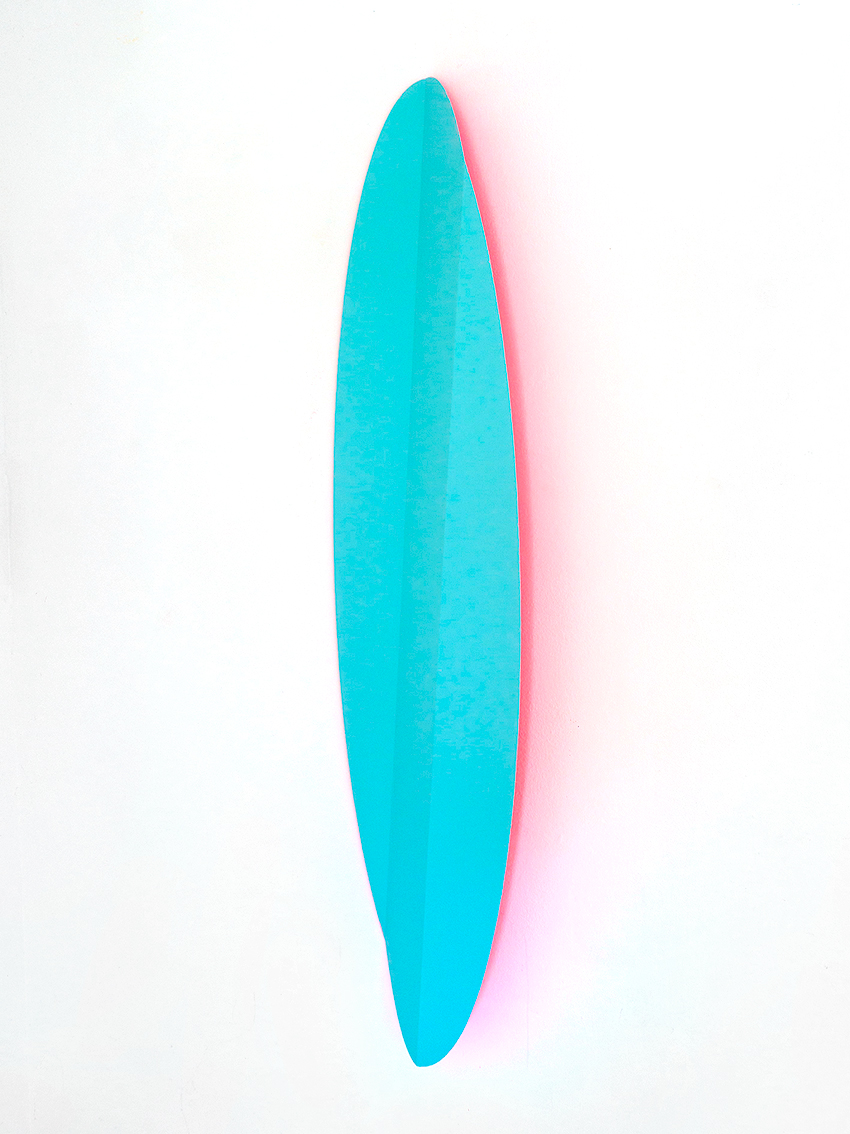
Ein Kunstwerk von Michael Post

Michael Post (* 20. Februar 1952 in Wiesbaden) ist ein deutscher Maler, Objektkünstler und Kurator.

## Biographie
Michael Post studierte von 1972 bis 1976 Bildende Kunst an der Fachhochschule Wiesbaden bei Professor Robert Preyer und schloss an dieses Diplom-Studium zwei weitere Studienjahre der Kunstgeschichte an der Universität Mainz an (1979 bis 1980). Von 1981 bis 1984 war er Mitarbeiter des Museums Wiesbaden und dort unter anderem als technischer Leiter für die Ausstellung Fluxus 62 zuständig. Von 1986 bis 1988 war er Kurator der Ausstellungsreihe Kunst in der IFAGE in Wiesbaden. 2001 war er Stipendiat der Stiftung Rheinland-Pfalz für Kultur - Künstlerhaus Schloss Balmoral. Im Jahr 2005 erhielt er den 1. Preis des Skulpturenparks Mörfelden-Walldorf. Michael Post ist seit 2005 Mitglied in der Arbeitsgemeinschaft bildender Künstler am Mittelrhein (AKM), seit 2014 ist er auch im Beirat der Arbeitsgemeinschaft vertreten. Seit 2006 ist er Mitglied im Beirat des Künstlerhauses Schloss Balmoral. Seit 2002 arbeiten er und Heiner Thiel zusammen an Ausstellungskonzepten und Kunstinstallationen im öffentlichen Raum.

## Werk
Michael Post untersucht in seinen Objekten Phänomene der Wahrnehmung: Meine eigenen Wandobjekte visualisieren Wechselwirkungen aufeinander bezogener Flächen; ihnen liegen präzise geometrische Strukturen zu Grunde. Als Material kommen Stahlbleche zum Einsatz, die entweder beidseitig oder einseitig mit Acrylfarbe bemalt werden. Sie werden an der Wand mittels einer magnetischen Vorrichtung befestigt, so dass sie reliefartig aus der Wand hervortreten. Je nach Betrachtungswinkel und der Lichtverhältnisse verändert sich die Perspektive und Wahrnehmung des Kunstwerks. Diese Wechselwirkungen sind beabsichtigt: Bedingt durch flächeninterne Strukturen entsteht eine Gesamtform, die sich von den klassischen Bildformaten abhebt und in einen Dialog mit jener Wandfläche eintritt, auf der sie selbst platziert ist.

## Werke in öffentlichen Sammlungen (Auswahl)
- Sparkasse Hannover

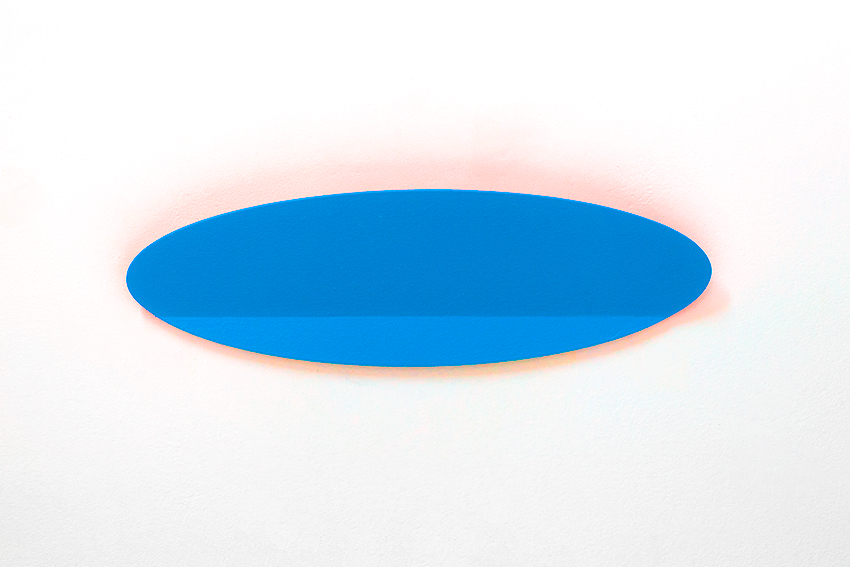
Ein Kunstwerk von Michael Post

- Kazimir Malevich Foundation, Moskau, Russland
- Ministerium für Bildung, Wissenschaft, Weiterbildung und Kultur (MBWWK), Rheinland-Pfalz, Mainz
- Staatskanzlei Rheinland-Pfalz, Mainz
- Artothek der Stadt Bonn
- Katholische Akademie der Diözese Rottenburg-Stuttgart, Kloster Weingarten, Weingarten
- Sammlung des Hessischen Landtags, Wiesbaden
- Artothek Wiesbaden
- Landesmuseum Wiesbaden
- Sammlung der Industrieautomation Eckelmann, Wiesbaden
- Industrie- und Handelskammer Wiesbaden
- Hessisches Ministerium für Wissenschaft und Kunst
- Rathaus Wiesbaden
- Frankfurter Sparkasse, Frankfurt am Main

## Einzelausstellungen (Auswahl)

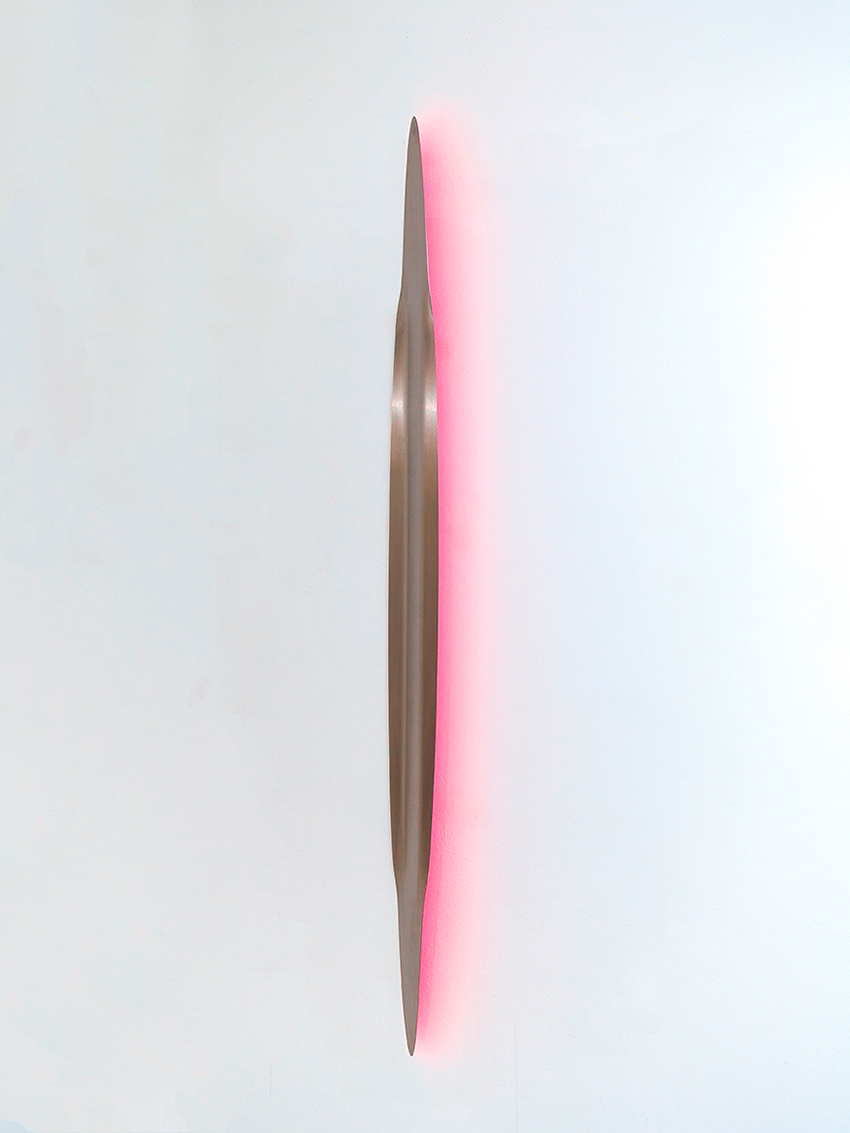
Ein Kunstwerk von Michael Post

- 1993: Michael Post - Objekte 1982-1993, Nassauischer Kunstverein, Wiesbaden
- 1993: Michael Post - Objekte 1982-1993, Staatliche neue Tretjakow-Galerie, Moskau, Russland
- 1993: Michael Post - Objekte 1982-1993, Diözese Rottenburg-Stuttgart, Kloster Weingarten
- 1994: Galerie Roesch, Karlsruhe
- 2000: Michael Post - Bivalenzen, Museum Wiesbaden, Wiesbaden
- 2001: Gallery Sonja Roesch, Houston, Texas, USA
- 2004: Gallery Sonja Roesch, Houston, Texas, USA
- 2004: Kunstverein Frankenthal e.V.
- 2010: Arbeitsgemeinschaft bildender Künstler am Mittelrhein, AKM, Haus Metternich, Koblenz
- 2013: Michael Post - Au-delà Des Corps Idéaux, imprints-Galerie, Piégros-la-Clastre, Frankreich
- 2016: Galerie Mariette Haas, Ingolstadt
- 2017: Shine a Light, Galerie und Kunstkabinett Corona Unger, Bremen, Deutschland[4]

## Ausstellungsbeteiligungen (Auswahl)

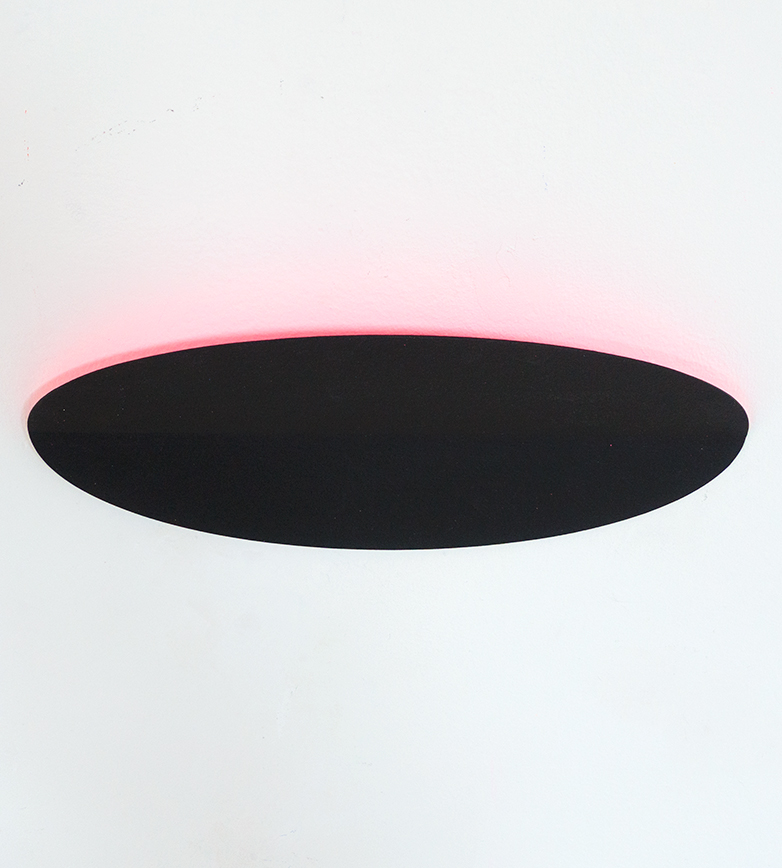
Ein Kunstwerk von Michael Post

- 1991: Geistes Gegenwart, Museum Bochum, Bochum, Deutschland
- 1998: Galerie Sonja Roesch, Houston, Texas, USA
- 2003: Ride-On, Galerie Lindner, Wien, Österreich
- 2004: Ausstellung rheinland-pfälzischer Künstler in den Räumen der Kultusministerkonferenz, Bonn, Deutschland
- 2005: 15 mal Konkret, Jubiläumsausstellung Galerie Wosimky, Gießen, Deutschland
- 2005: Skulpturen im Park, Kommunale Galerie, Mörfelden-Walldorf, Deutschland
- 2006: Multiple Art und Originale, Edition Müller-Emil, Kunstverein Altes Schützenhaus, Zofingen, Schweiz
- 2006: In a Silent Dialogue I,[5] Charlotte Jackson Fine Art, Santa Fe, USA
- 2007: Suitcase - Fabriano-Papier für 100 Künstler, Italienisches Kulturinstitut Köln, Köln, Deutschland
- 2008: Kleinformate, Galerie La Ligne, Zürich, Schweiz
- 2008: 60 Jahre Arbeitsgemeinschaft bildender Künstler (AKM), Haus Metternich, Koblenz
- 2010: Here and After, Imprints Galerie, Piégros-la-Clastre, Frankreich
- 2010: Michael Post, Heiner Thiel - Wall Pieces und Projekte für den öffentlichen Raum, Landesvertretung Rheinland-Pfalz Berlin, Deutschland
- 2012: Accrochage, Galerie Lindner, Wien, Österreich
- 2013: Embodying Colour,[6] Kunsthalle Wiesbaden, Wiesbaden, Deutschland
- 2013: AKM & Ökumene in der Festungskirche - Michael Post & Heiner Thiel, Festungskirche Ehrenbreitstein, Koblenz, Deutschland
- 2013: Colours of Space,[7] Charlotte Jackson Fine Art, Santa Fe, USA
- 2014: Blue, Charlotte Jackson Fine Art, Santa Fe, USA
- 2014: Wiesbaden trifft Zürich, Edition Multiple Art, Zürich, Schweiz
- 2014: Embodying Colour,[8] Vasarely Museum, Budapest, Ungarn
- 2015: Embodying Colour,[8] AKM, Haus Metternich, Koblenz, Deutschland
- 2015: All that Glitters, Charlotte Jackson Fine Art, Santa Fe, USA
- 2015: Color, Charlotte Jackson Fine Art, Santa Fe, USA
- 2016: Vicissitudes of Color - Heiner Thiel & Michael Post,[9] Charlotte Jackson Fine Art, Santa Fe, USA
- 2017: In Between, Galerie m50, Oberursel, Deutschland
- 2017: Sleeping Beauty,[10] Charlotte Jackson Fine Art, Santa Fe, USA
- 2023: Embodying Colour: Outtakes,[11]  Charlotte Jackson Fine Art, Santa Fe, USA

## Kunst im öffentlichen Raum
- 1987: Brunnenarchitektur Wiesbaden-Sonnenberg
- 1988: Kulturpyramide für die Ausstellung 40 Jahre Bundesrepublik Deutschland (Ausstellung des Bundesarchivs im Auftrag der Bundesrepublik Deutschland)
- 1994: Kunst verbindet, Aktion in Zusammenarbeit mit der Kreissparkasse Pinneberg zur Förderung der Landdrostei Pinneberg
- 2001:	Realisation einer Wandinstallation (Bivalenzen) in der IHK Wiesbaden
- 2003: Gestaltung der Glaswappenwand im Wappensaal des rheinland-pfälzischen Landtages (zusammen mit Heiner Thiel)[12]
- 2005: Wandbild Politeia im Foyer des Polizeipräsidiums Westpfalz, Kaiserslautern (zusammen mit Heiner Thiel)
- 2006: Entwurf und Realisation einer zweiten Glaswappenwand im rheinland-pfälzischen Landtag, Salle d’Amitié, Wappen der Partnerstädte und Regionen von Rheinland-Pfalz, (mit Heiner Thiel)
- 2006: Gestaltung einer Skulptur im Fort Koblenz
- 2022: Gemeinsam mit Heiner Thiel: Gestaltung der Brückenhäuser der Bad Kreuznacher Polizeidienststelle[13]

## Kuratorische Arbeit
- 1995: Kurator der Ausstellung Wolfgang Mackrodt - Bildermacher im Museum Wiesbaden, Deutschland[14]
- 2013: Kurator der Ausstellung Embodying Colour in der Kunsthalle Wiesbaden, Wiesbaden, Deutschland (mit Heiner Thiel)
- 2014: Embodying Colour Vasarely Museum, Budapest, Ungarn
- 2015: Embodying Colour im Haus Metternich (Koblenz) (mit Heiner Thiel)[15]
- 2017: Hommage an Robert Preyer, Ausstellung im Kunsthaus Wiesbaden mit Werken Preyers und der sechs seiner ehemaligen Schüler: Heidi Bastian, Michael Post, Eberhard Riedel, Hajo Sternhardt, Birgitta Weiss, Hans Zitko, Wiesbaden, Deutschland[16]
- 2017: Curator of the exhibition Hommage an Robert Preyer at the Kunsthaus Wiesbaden,[17] mit sechs seiner ehemaligen Studenten: Heide Bastian, Michael Post, Eberhard Riedel, Hans-Joachim Sternhardt, Birgitta Weiss, Hans Zitko, Wiesbaden, Germany